# Lenguas bantoides meridionales
Las lenguas bantoides meridionales (también conocidas como bantú amplio) es una rama propuesta de la rama Benue-Congo de las Níger-Congo. El bantoide meridional, que incluye el grupo numeroso y bien documentado de las lenguas bantúes estrictas, que comprende 643 lenguas según Ethnologue, aunque muchas de esas lenguas tienen alta inteligibilidad mutua.

## Clasificación
El grupo bantoide meridional fue introducido como tal por Williamson (1989), basándose en el trabajo de Blench (1987) en una propuesta que dividía las lenguas bantoides en una rama septentrional y otra rama meridional. La uniformidad del bantoide septentrional fue cuestionada posteriormente, y se ha discutido si el propio grupo bantoide es un grupo filogenético bien definido, si bien se ha afianzado la posibilidad de que el bantoide meridional sea un grupo filogenético bien definido (a diferencia del bantú estricto que ha sido cuestionado).
De acuerdo a Williamson y Blench (2000:34–5), el bantoide meridional está dividido en varios subgrupos: el bantú, el jarawano, el tivoide, el beboide, el mamfe (nyang), el grupo de los pastizales y el ekoide. Blench (2010) sugirió que el grupo tivoide,  el grupo momo y e el grupo beboide podrían formar un grupo filogenético, quizá junto con lenguajes de clasificación incierta como el esimbi y el buru:
- ? Bendi.
- Tivoide-Beboide: Tivoide, Esimbi, Beboide oriental, ? Momo, ? Buru, ? Menchum.
- Furu (Beboide?).
- Mamfe.
- Ekoide-Mbe: Ekoide, Mbe
- Beboide occidental (clade no válido?)
- Bantú y semibantú: Bantú de los pastizales (? Momo), Jarawano–Mbam, Bantú estricto.

## Comparación léxica
Los numerales en diferentes variedades de lenguas bantoides meridionales son:
| GLOSA | PROTO- BENDI | Beboide-Tivoide         | Beboide-Tivoide | Beboide-Tivoide | Ekoide-Mbe    | Ekoide-Mbe     | PROTO- BEBOIDE OCCID. |                 |                   | PROTO- BANTOIDE |
| GLOSA | PROTO- BENDI | PROTO- BEBOIDE ORIENTAL | PROTO- TIVOIDE  | Esimbi          | PROTO- EKOIDE | Mbe            | PROTO- BEBOIDE OCCID. | PROTO- PASTIZAL | PROTO- BANTÚ      | PROTO- BANTOIDE |
| ----- | ------------ | ----------------------- | --------------- | --------------- | ------------- | -------------- | --------------------- | --------------- | ----------------- | --------------- |
| '1'   | *-kin        | *mba-                   | *-mɔ(m)         | kēnə̄            | *-ʤi          | ómè            | *-mo                  | *mòʔ            | *-mòì             | *mo-            |
| '2'   | *-ɸa         | *fai                    | *-hyar          | mə̄rākpə̄         | *-βaɾ         | bɛ́pʷâl         | *-fiaŋ                | *-bà(l)         | *-bàdɪ́            | *βadi           |
| '3'   | *-cia        | *tali                   | *-tate          | mākə̄lə̄          | *-sa          | bɛ́sá           | *-tai                 | *tád            | *-tátʊ̀            | *tati           |
| '4'   | *-ne         | *nai                    | *-nai           | mōɲī            | *-ne          | bɛ́ñî           | *-ne                  | *kʷà            | *-nàì             | *nai            |
| '5'   | *-tiaŋ       | *tiŋ                    | *-tiaŋ          | mātə̄nə̀          | *-ɾɔːn        | bɛ́ʧân          | *kpan                 | *-tàn           | *-tâːnò ~ *-câːnò | *cʲan           |
| '6'   | *-tia(ŋ)-kin | *buso                   |                 | mālālə̄          | *3+3          | bɛ̀sêsár        | *-de-tɑi              | *túpú           |                   |                 |
| '7'   | *-tia(ŋ)-ɸa  |                         |                 | 5+2             |               | bɛ̀tânè- bɛ́pʷâl | *ɲɑ-tɑi               | *sà´mbà(l)      | *-câːn-bàdɪ́       |                 |
| '8'   | *-tia(ŋ)-cia | *ɲaŋ                    | *-nieni         | mōɲìōɲī         | *4+4          | bɛ̀ñîbɛ̀ñî       | *-nana                | *f’ám´-         | *-naːnàì          |                 |
| '9'   | *-tia(ŋ)-ne  |                         |                 | 5+4             |               | bɛ́tânèbɛ́ñî     | *kpani                | *bùʔV           |                   |                 |
| '10'  | *lifo        | *jofi                   | *pu-            | būɣù            | *wobo         | bɛ́fwɔ̂r         | *dʒofe                | *gúm`           | *kʊ́mɪ̀             |                 |